# Antarctopelta oliveroi
Antarctopelta oliveroi (lat. "escudo de la Antártida de Eduardo Olivero") es la única especie conocida del género extinto de dinosaurio anquilosauriano, que vivió a finales del período Cretácico, hace aproximadamente 74 a 70 millones de años, en el Campaniense, en lo que hoy es la Antártida. Es un anquilosauriano de mediado tamaño, alrededor de 4 m de largo, que muestra características de diferentes familias, lo que dificulta su clasificación. Se conoce solo un esqueleto fósil que fuera descubierto en la Isla James Ross en 1986, siendo el primer dinosaurio descubierto en la Antártida y el segundo formalmente nombrado, luego que el Cryolophosaurus de 1994.

## Descripción
Como otros anquilosaurianos, Antarctopelta oliveroi fue un macizo, herbívoro cuadrúpedo protegido por placas de armadura insertadas en la piel.
Al no conocerse un esqueleto completo, se estima que antarctopelta medía aproximadamente 4 m de largo. El cráneo era pequeño pero presentaba evidencias de una fuerte osificación, para su defensa. Un hueso en particular, situado sobre la órbita del ojo e identificado como el supraorbital, exhibía una pequeña espina cónica proyectándose sobre los ojos. Los dientes, con forma de hoja, eran asimétricos, con la mayoría de los dentículos en el borde más cerca a la punta del hocico. Estos dientes eran también grandes en comparación a los de otros anquilosaurianos, con el más largo alcanzando 10 mm de ancho. Dimensiones aun mayores que las encontrada en un dinosaurio mucho más grande como el Euoplocephalus (7,5 mm promedio).
Se han recuperados vértebras de varias secciones de la cola, pero no se conoce el extremo de la misma, aunque algunas de las vértebras más pequeñas recuperadas habrían estado situadas cerca del extremo de la cola en vida y éstos fueron asociados a tendones osificado en los lados superiores e inferiores. En los anquilosáuridos, estos tendones ayudan a mantener recto el extremo de la cola en apoyo de una porra grande y huesuda en la cola. Si tal porra existió en Antarctopelta, todavía tiene que ser descubierta. Seis diferentes tipos de osteodermos fueron encontrados junto con los restos esqueléticos de Antarctopelta , pero muy pocos fueron articulados con el esqueleto, así que su colocación en el cuerpo es en gran parte especulativa. Se incluye lo que habría sido base para una espina grande. Las placas oblongas planas se asemejaran a los que protegen el cuello del nodosáurido  Edmontonia rugosidens. Las placas circulares grandes fueron encontradas asociadas con otras más pequeñas, con forma de nódulos poligonales, quizás formando un escudo sobre las caderas según lo visto en Sauropelta. Otro tipo de osteodermo era oval con una quilla abajo del centro. Algunos ejemplos de este quinto tipo fueron encontrados osificados a la costillas, sugiriendo que se colocaban en filas a lo largo de los flancos del animal, un patrón muy típico entre anquilosáuridos. El grupo final consistió principalmente en los pequeños nódulos huesudos que a menudo se llaman osiculos, y fueron distribuidos probablemente a través del cuerpo. Varias costillas también fueron encontradas con estos osículos unidos.

## Descubrimiento e investigación

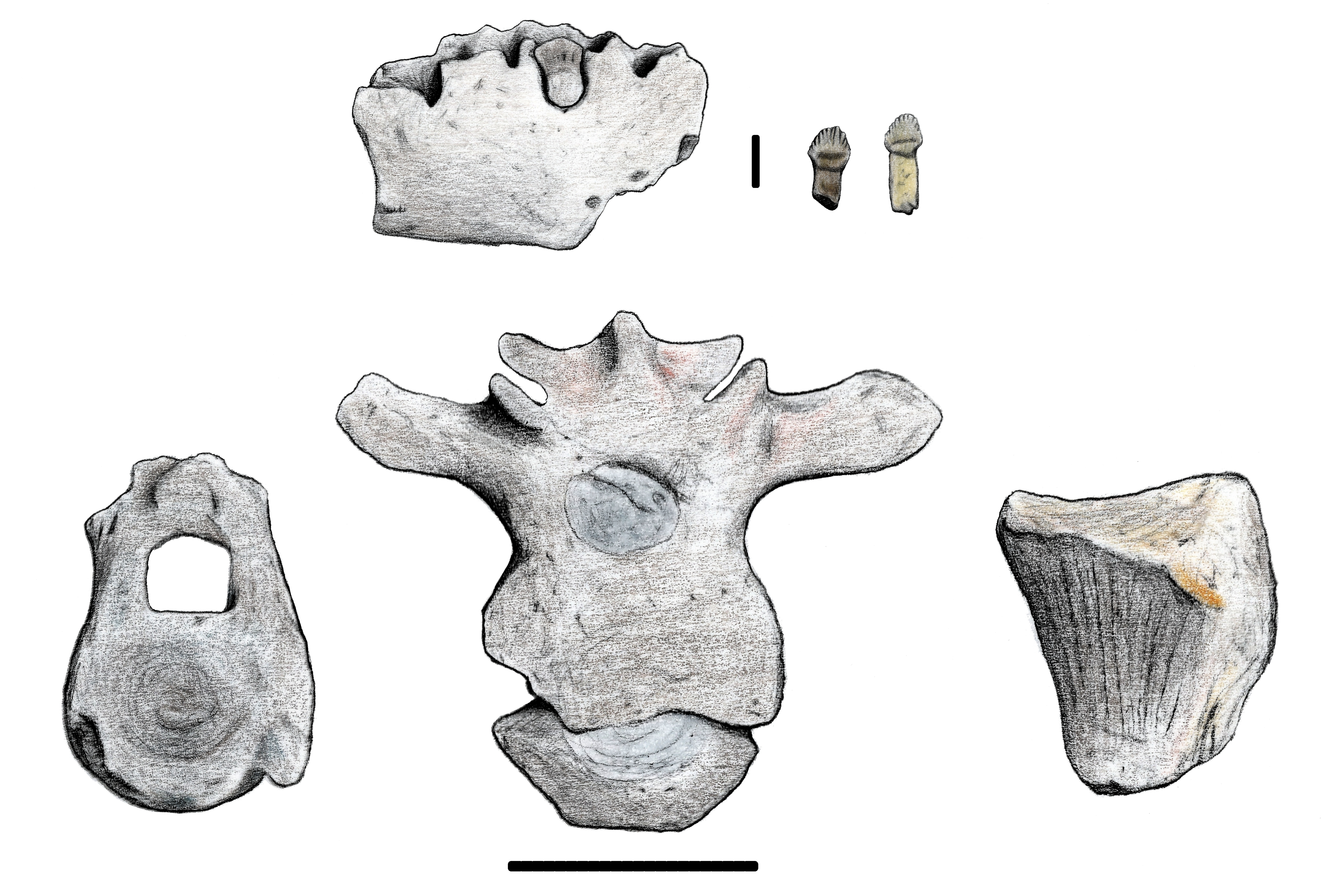
Selección de fósiles recuperados de Antarctopelta: arriba, el hueso dentario y los dientes; abajo, vértebras y un fragmento del metatarso.

El holotipo, o espécimen original, es el único ejemplar conocido de este género y especie. Consiste en tres dientes aislados, parte de la mandíbula inferior con otro diente in situ, algunos otros fragmentos del cráneo, las vértebras del cuello, espalda, caderas y cola, algunos huesos parciales de los miembros, omóplato, ilion y fémur los huesos del dedo del pie,mcinco metapodiales y dos falanges)y los numerosos pedazos de armadura. Este espécimen al principio fue localizado en enero de 1986 en la Isla James Ross, ubicada en la Península Antártica, y por lo tanto fue el primero en ser hallado en la Antártida. A pesar de esto, sus restos formalmente no fueron nombrados y descritos hasta 2006, haciéndolo el segundo género de dinosaurios nombrados de la Antártida, el primero fue Cryolophosaurus, en 1993. Fue descubierto por geólogos argentinos Eduardo Olivero y Roberto Scasso, la tierra heladalas y las difíciles condiciones climáticas que hubo mientras se recogía e identificaba los restos fósiles de Antarctopelta implicó un trabajo que duró más de una década. El material fue recogido de un área de 6 metros cuadrados durante varias salidas de campo pero se asume que debe haber pertenecido a un solo individuo. La mayor parte del esqueleto estaba en mal estado, ya que los huesos más cercanos a la superficie quedaron sujetos a la fragmentación por la gelifracción durante varios años.
A pesar de que el material había sido conocido durante décadas y nombrado en tres publicaciones independientes, Antarctopelta oliveroi no fue nombrado hasta 2006, por los paleontólogos argentinos Leonardo Salgado y Zulma Gasparini. Por lo tanto, fue el segundo género con nombre de dinosaurio de la Antártida después de Cryolophosaurus en 1993, a pesar de ser descubierto por primero.
Un trabajo anterior sugirió que el anquilosaurio de la isla James Ross era menor de edad. Una investigación más reciente indica que las diferentes partes de las vértebras se fusionan completamente juntas, mientras que se espera de un menor  tener suturas visibles entre el arco neural y cuerpo de las vértebras. Un estudio preliminar que incluye un análisis histológico de varios huesos también indica un nivel de remodelación que no se ve en el hueso recién formado.

### Significado del nombre
El nombre del género se refiere a su ubicación en el continente antártico. La Antártida se deriva de los griegos palabras αντ / ant-,'opuestos de', y αρκτος / Arktos, 'oso' hace referencia a la constelación de la Osa Mayor , que apunta hacia el norte y del griego pelta πελτη/pelte, 'escudo', se utiliza comúnmente para nombrar géneros de anquilosáuridos, como Cedarpelta y Sauropelta, por ejemplo, refiriéndose su naturaleza acorazada. Solo hay una especie nombrada que es A. oliveroi, en honor al geólogo argentino Eduardo Olivero, quien descubrió el holotipo y trabajó en la Antártida durante décadas.

## Clasificación
El antarctopelta comparte varios rasgos tanto con anquilosáuridos (porra en la cola) como con nodosáuridos (dientes y armadura), haciendo la asignación a una familia específica difícil y por lo tanto ha sido designado como Ankylosauria incertae sedis. Trabajos anteriores sugirieron que el Antarctopelta representaba a un juvenil. Sin embargo, esto es descartado por el hecho de que sus vértebras muestran la fusión completa de los arcos de los nervios y el centro vertebral. Esperarían que un menor tuviera suturas visibles entre los huesos o hasta completaría la separación. También, el análisis preliminar histológico de varias costillas y huesos del dedo del pie muestran las estructuras de hueso internas que un animal juvenil no debería haber formado aún, indicando que el espécimen holotipo es de edad adulta o muy cerca de ella. Un nuevo análisis filogenético realizado por Thompson et al. en 2011 sugiere que Antarctopelta es el más basal de los nodosáurido conocido.

## Paleoecología
El esqueleto holotipo se recogió unos 90 m de la base del miembro gamma de la formación de la isla Snow Hill en la Antártida, de estratos de finales del Campaniense, aproximadamente de 74 a 70 millones de años. y fue depositado en un ambiente marítimo poco profundo que también conserva fósiles de animales marinos como dientes de tiburón, restos del mosasaurio Lakumasaurus antarcticus, bivalvos, gasterópodos, y ammonites. Antarctopelta, a pesar de estar conservado en un ambiente marino, es similar a otros anquilosaurianos que vivieron en tierra. Otros anquilosaurianos también se han encontrado los sedimentos marinos, probablemente como resultado de las carcasas muertas que depositaba el mar. Posiblemente convivió con el ornitópodo Trinisaura.
Aunque la Antártica se encontraba en el polo sur durante el Cretácico, el clima de la tierra era más caliente durante ese periodo de tiempo, y el continente debió haber estado libre de hielo. Animales como Antarctopelta oliveroi pudieron haber vivido en bosques de  coníferas y con árboles caducifolios. A pesar de las temperaturas más altas, la largas noches todavía habría descendido en el  invierno, como hace hoy en las latitudes extremas. La península antártica, incluyendo la Isla James Ross, estuvo conectada con Suramérica en esa época, permitiendo intercambio de fauna entre ambos continentes. Sin embargo, no se ha encontrado ninguna evidencia todavía para apoyar una fauna común de anquilosáuridos entre Antártica y Suramérica.